# (19994) Tresini

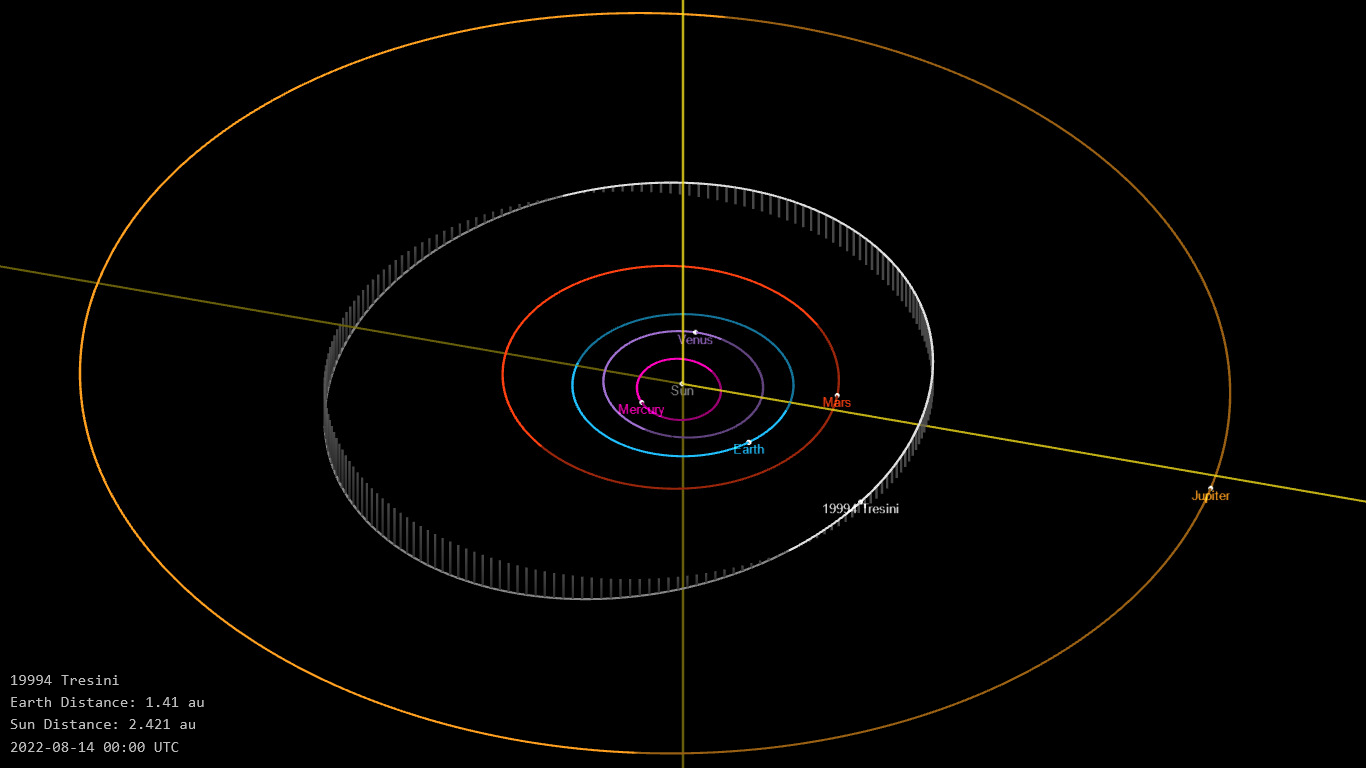

(19994) Tresini est un astéroïde de la ceinture principale.

## Description
(19994) Tresini est un astéroïde de la ceinture principale. Il fut découvert le 13 octobre 1990 à Naoutchnyï par Lioudmila Karatchkina et Galina Kastel. Il présente une orbite caractérisée par un demi-grand axe de 2,78 UA, une excentricité de 0,18 et une inclinaison de 8,1° par rapport à l'écliptique.

## Compléments